# Calotelea ocularis
Calotelea ocularis är en stekelart som beskrevs av William Harris Ashmead 1894. Calotelea ocularis ingår i släktet Calotelea och familjen Scelionidae. Inga underarter finns listade.